# Stazione di Aprilia
La stazione di Aprilia è una stazione ferroviaria posta sulla linea Roma-Campoleone-Nettuno, a servizio dell'omonima città.

## Storia
La stazione, in origine denominata "Carroceto", venne attivata presumibilmente alla fine dell'Ottocento, non sappiamo se già
all'epoca della costruzione della ferrovia Albano Laziale-Nettuno o in un secondo momento, ma sicuramente prima del 1902 nella località di Carroceto, che diede il nome all'impianto.
Con la fondazione e la costituzione avvenuta il 25 aprile 1936 del comune di Aprilia, che inglobava la località di Carroceto, che è oggi il quartiere più antico nel centro della città di Aprilia, anche la stazione mutò il suo nome assumendo quello del neonato comune. Il nuovo fabbricato viaggiatori, progettato dall'ingegner Paolo Perilli, venne attivato il 15 luglio 1939.
La stazione venne gravemente danneggiata durante la seconda guerra mondiale; al termine del conflitto il fabbricato viaggiatori venne ricostruito e riattivato nel 1948.
Negli anni sessanta la stazione divenne la più importante della tratta Roma-Nettuno, sia per l'importanza che la cittadina aveva nel frattempo assunto, sia per le numerose industrie che erano state impiantate nei dintorni della stazione, alcune delle quali vennero collegate alla stazione tramite dei raccordi ferroviari, come la Kraft/Simmenthal e la Buitoni, determinando un grosso traffico merci, oltre a quello passeggeri.
Il traffico merci è andato avanti fino al primo decennio del XXI secolo, quando tutti i raccordi di collegamento sono stati soppressi. Particolarmente attivi erano stati i raccordi verso la Ambrosetti Autologistic azienda del gruppo Mercedes, sul cui piazzale venivano scaricate numerose automobili e il raccordo verso una ditta di logistica, la Saima-Avandero, raccordo che era stato addirittura elettrificato, ma che negli ultimi tempi veniva utilizzato solamente con mezzi diesel, poiché il raccordo era stato isolato elettricamente a causa delle pessime condizioni della linea aerea.

## Strutture e impianti
La stazione conta su cinque binari passanti, tre dei quali destinati al servizio passeggeri. Sono presenti alcuni tronchini e sono ancora visibili alcuni raccordi come quello verso la Saima-Avandero, collegato alla stazione anche se chiuso da alcuni anni, e i raccordi alla Ambrosetti Autologistic ed alla Kraft, che sono stati segati e asportati oltre il cancello di accesso. Sono ancora visibili la pesa per i carri e la gru da carico nell'ex scalo merci.

## Movimento
Aprilia è servita dalla relazione FL8 (Roma Termini-Nettuno), con partenze cadenzate a frequenza oraria. 

## Servizi
- Biglietteria a sportello (servizio attivo da lunedi a venerdi dalle 5.55 alle 1045 e dalle 1100 alle 1301[7])
- Biglietteria automatica
- Sala d'attesa
- Servizi igienici
- Bar, tabacchi ed edicola
- Parcheggio auto all'esterno della stazione

## Interscambi
- autobus locali e regionali dalla stazione